# بلزمة
بلزما هي كتلة جبلية تقع في شمال شرق الجزائر في ولاية باتنة، وتمتد كتلة الأوراس التي يفصلها عنها "منخفض باتنة-القنطرة". وهو أيضًا اسم سهل يقع شمال الكتلة الصخرية.
حيثما توجهت في منطقة الأوراس يتجسم لك التاريخ في ما ترك الأقدمون من آثار هي اليوم تصارع الاندثار. وإذا كانت بعض المناطق الأثرية قد خطيت بنوع الاهتمام ولو إعلاميا، فإن منطقة بلزمة وآثارها قد أتى عليها الزمن. فبالإضافة إلى العوامل الطبيعية امتدت الأيادي إلى أعمدتها وأحجارها فحولتها إلى صخور عادية تستعمل في مختلف النشاطات اليومية، خاصة في مجال البناء واستغلال مساحة المناطق الأثرية في الزراعة.

## الحظيرة الوطنية بلزمة
تقع حظيرة بلزمة في الجهة الشرقية من الجزائر على بعد حوالي 7 كلم شمال مدينة باتنة، تتربع على مساحة 26.250 هآ، وهي تتصل بسلسلة جبلية تبرز فيها بداية الكتلة الصخرية بجبال الأوراس، حيث تبدو التضاريس بشكل بارز مع وجود منحدرات تترواح من 3% إلى أكثر من 50%، وهو ما يعزز عوامل التعرية.
منطقة حظيرة بلزمة غنية نسبيا بنقاط المياه والتي في معظمها ذات تدفق منخفض باستثناء المنابع الساخنة.

### الحياة النباتية
تتمتع حظيرة بلزمة بغطاء نباتي وفير، كثيف ومتنوع، فهي تتوفر على عدة أصناف من الأشجار مثل الأرز ومجموعته المتمثلة أساسا في البهشية المائية الأوراق (وهو من الأنواع المهددة بالانقراض) والبلوط والصنوبر الحلبي والسرو والعرعر الشربيني والبطم التربنتيني وغيرها، إضافة إلى عديد أنواع النباتات مثل الحلفاء والأقحوان والورد البري والشيح وقيقب مونبلييه والمران الرمادي الشائك وغير ذلك من نباتات المراعي والمروج المنتشرة في المستويات الأدنى.
ولحظيرة بلزمة خصوصية تميزها وهي وجود الفصيلة الوحيدة لنبات العسلة أو صريمة الجدي المعمر والمهددة بلإنقراض، والكثير من بساتين الفاكهة، منها الزيتون والمشمش والرمان والخوخ والعنب والتين.

### الحياة الحيوانية
حظيرة بلزمة موطن لأكثر من ثلاثين نوعا من الثدييات بما في ذلك النادرة، الشياهم، القط البري، الضبع، الوشق، ابن عرس والنمس، كما تعرف تواجد ابن آوى، الثعلب، الأرنب البري، الخنزير البري وهو الأكثر تواجدا، والضأن البربري الذي جلبت إدارة محمية حظيرة بلزمة مؤخرا.
وفي مملكة الطيور يوجد الحجل البربري، العقاب البونلي النادر، الحدأة السوداء، القمري، الشحرور، قنبرة الغيط، خطاف المخازن، النمنمة، أبو الحناء، القرقف الأزرق، القرقف الفحمي، الحسون، والدوري أبو قلنسوة إلى جانب طائر اللقلاق وإضافة إلى بولفينتش ذو الاجنحة الوردية الذي نادرا ما نجده في الجزائر والنورس الذي جلب مؤخرا إلى الحظيرة.

## آثار الإنسان البدائي
إن ما يميز هذه الآثار هو وجودها في مناطق جبلية صعبة المسالك كنظيراتها من الآثار النوميدية والرومانية. وتتوزع في مناطق عدة من منطقة بلزمة أهمها اثر (زاوية) المتواجد بسفوح جبال أولاد سلام وتتميز بموقعها الإستراتيجي حيث تعتبر المنفذ الوحيد لكل السلاسل الجبلية المحيطة بها. وغير بعيد عن منطقة (زاوية) نجد آثار منطقة (بوزو "قرية علي النمر")، 03 كلم عن مدينة مروانة، وهي عبارة عن عدة مساكن تحت الأرض على شكل كهوف متصلة ببعضها البعض ولها مخارج متعددة ويعتقد أن إنسان المنطقة القديم قد لجأ إلى هذا النوع من المساكن لاعتبارات أمنية، خاصة اختيار الموقع.

## الآثار النوميدية
وتنتشر هذه الآثار خاصة في منطقتي أولاد سلام ونقاوس فمنطقة (بوحدوفن) و(الكاف أزقاغ) الفاصلة بين ولايتي باتنة وسطيف، وهي عبارة عن مدن بكاملها مدفونة تحت التراب. فمنطقة ”بوحدوفن“ وحدها تتوزع على مساحة أربعة كيلومترات مربعة وتتعرض الآن بوتيرة متسارعة للنهب والتخريب. وهي مهددة بالاندثار الكلي إذا لم نجد قي القريب العاجل من يمد لها يد النجدة. ويملك سكان المنطقة حاليا الكثير من الوسائل القديمة المستعملة في الحياة اليومية (أوان، نقود... إلخ). ولا شك أن دراسة هذه البقايا من طرف المختصين كفيل بأن يزيل الكثير من الغموض عن حياة أسلافنا الأولين وكل القيم الجمالية والثقافية والاقتصادية التي تحكم الفرد، والمجتمع الأمازيغي قديما وبذلك يمكن تتبع كل التطورات والتغيرات التي طرأت على المجتمع الأمازيغي من فجر التاريخ إلى عصر المسخ والفسخ أي، الوقت الحالي الذي تعرض ويتعرض فيه المجتمع الأمازيغي إلى أبشع مسخ وتزوير منذ فجر التاريخ إلى يومنا هذا.

## الآثار الرومانية
تعد الآثار الرومانية أكثر انتشارا من غيرها. وتتميز عن سابقاتها من حيث الموقع الجغرافي حيث كان الاستعمار الروماني يختار المناطق الزراعية الخصبة والسهول المترامية كما يؤسس مدنه على مجاري المياه والينابيع المتدفقة. وقد كان سهل ”بلزمة“ يوفر كل الشروط التي تساعد على الحركة العمرانية. وقد خلف في مدينة مروانة مجموعة من الآثار المختلفة كتلك التي توجد بـ لمسان (منطقة تاعوينت) وهي عبارة عن مجموعة من المساكن التي اندثرت ولم يبق بالمكان سوى عين جارية يستغلها سكان المنطقة إلى غاية اليوم في الشرب وسقي نباتاتهم كما تعتبر منطقة (حي بن بوعلي) بالقرب من واد الماء من المناطق الغنية بالآثار. وهي تعتبر إلى جانب ذلك من أكثر المناطق التي تتعرض للتخريب من طرف سكان المنطقة، وقد زحف الاسمنت المسلح على الكثير من المساحات الأثرية في بناء مساكنهم. أما بلدية قصر بلزمة فهي قائمة على أنقاض المدينة الأثرية، إذ يحاول الكثير من سكان المنطقة، خاصة التجار، توسيع مساحة محلاتهم على حساب بناية القصر الأثري المتبقي دون أن تحرك البلدية ساكنا وكأن الأمر لا يعنيها. وقد حولت الكثير من أعمدة هذا القصر إلى الكراسي أمام المقاهي والبيوت.
غير أن أوسع منطقة أثرية توجد بمنطقة (ديانا) زانة حاليا، وهي تابعة إداريا لدائرة عين جاسر، كما أن أراضي هذه المنطقة توفر كل أسباب الاستقرار وقد شيدها حاكم لامبيز الروماني وذلك بغرض استعمالها كحصن عسكري يسهل عليه مهمة التحكم في القبائل الأمازيغية التي عرفت بثوراتها المتكررة وتمردها على السلطة الرومانية كما كانت قبائل بلزمة تدعم مباشرة جيش القائد الأمازيغي تاكفاريناس.
وقد بقيت (ديانا) شامخة إلى أن حطمها الفاطميون سنة 933 م إثر تمرد البلزميين على منهجهم الشيعي ولم يبق اليوم من كنائس ديانا سوى مدخل المدينة الذي هو عبارة عن قوس يدخل منه الجيش أثناء عودته من المعارك ويسمى قوس النصر.
إن آثار بلزمة غنية ومتنوعة وهي كفيلة بتقديم العديد من الإجابات عن الأسئلة المطروحة حول الصيرورة التاريخية لمجتمعنا الأمازيغي إن وجدت من يدرسها. وقبل ذلك لينقذها من الاندثار لتبقى شاهدة على عظمة وعبقرية الأمازيغيين.